# Peter Wilson (calciatore 1905)
Peter Wilson (Beith, 25 novembre 1905 – 13 febbraio 1983) è stato un allenatore di calcio e calciatore scozzese, di ruolo centrocampista.

## Palmarès

### Giocatore

#### Competizioni nazionali
- Campionato scozzese: 1

Celtic: 1925-1926
- Coppa di Scozia: 4

Celtic: 1924-1925, 1926-1927, 1930-1931, 1932-1933